# Озарк (Арканзас)
Озарк (англ. Ozark) — город, расположенный в округе Франклин, штат Арканзас США. с населением в 3525 человек по статистическим данным переписи 2000 года.
Вместе с городом Чарлстон является одним из двух административных центров округа Франклин.

## География
По данным Бюро переписи населения США город Озарк имеет общую площадь в 18,65 квадратных километров, водных ресурсов в черте населённого пункта не имеется.
Озарк расположен на высоте 124 метра над уровнем моря.

## Демография
По данным переписи населения 2000 года в Озарке проживало 3525 человек, 940 семей, насчитывалось 1453 домашних хозяйств и 1607 жилых домов. Средняя плотность населения составляла около 188,5 человек на один квадратный километр. Расовый состав Озарка по данным переписи распределился следующим образом: 96,48 % белых, 0,14 % — чёрных или афроамериканцев, 0,68 % — коренных американцев, 0,14 % — азиатов, 0,23 % — выходцев с тихоокеанских островов, 1,25 % — представителей смешанных рас, 1,08 % — других народностей. Испаноговорящие составили 2,55 % от всех жителей города.
Из 1453 домашних хозяйств в 31,5 % — воспитывали детей в возрасте до 18 лет, 47,2 % представляли собой совместно проживающие супружеские пары, в 13,1 % семей женщины проживали без мужей, 35,3 % не имели семей. 31,2 % от общего числа семей на момент переписи жили самостоятельно, при этом 18,4 % составили одинокие пожилые люди в возрасте 65 лет и старше. Средний размер домашнего хозяйства составил 2,33 человек, а средний размер семьи — 2,91 человек.
Население города по возрастному диапазону по данным переписи 2000 года распределилось следующим образом: 25,2 % — жители младше 18 лет, 8,3 % — между 18 и 24 годами, 25,4 % — от 25 до 44 лет, 19,7 % — от 45 до 64 лет и 21,4 % — в возрасте 65 лет и старше. Средний возраст жителей составил 38 лет. На каждые 100 женщин в Озарке приходилось 85,0 мужчин, при этом на каждые сто женщин 18 лет и старше приходилось 80,6 мужчин также старше 18 лет.
Средний доход на одно домашнее хозяйство в городе составил 26 057 долларов США, а средний доход на одну семью — 31 537 долларов. При этом мужчины имели средний доход в 25 409 долларов США в год против 17 353 долларов среднегодового дохода у женщин. Доход на душу населения в городе составил 12 583 доллара в год. 17,9 % от всего числа семей в округе и 21,6 % от всей численности населения находилось на момент переписи населения за чертой бедности, при этом 24,9 % из них были моложе 18 лет и 19,8 % — в возрасте 65 лет и старше.

## Известные уроженцы и жители
- Рой Бьюкенен — американский гитарист
- Билл Диз — музыкант, известный главным образом по совместным проектам с Роем Орбисоном
- Элизабет Грейсен — актриса